# Navia Nguyen
Navia Nguyen (ur. w 1973 w Ho Chi Minh) – wietnamsko-amerykańska modelka.
Należy do pierwszych Azjatek, które osiągnęły status supermodelki. 

## Życiorys
Urodzona w Wietnamie spędziła większą część swej młodości w Nowym Jorku, gdzie jej rodzina prowadziła sieć sklepów ze sprzętem elektronicznym. Po ukończeniu szkoły średniej Navia przeniosła się do Londynu, by rozpocząć studia artystyczne w słynnym St. Martin’s College of Art. W 1995 roku została zauważona w modnej londyńskiej dzielnicy Camden Town przez pewnego fotografa, który wprowadził ją do agencji Models 1. Pierwszym zleceniem jakie otrzymała, była sesja zdjęciowa dla francuskiego wydania Vogue u znanego fotografika Juergena Tellera. To pociągnęło za sobą lawinę ofert. Navia zaczęła pojawiać się na okładkach innych magazynów mody, jak: Harper’s Bazaar, Glamour oraz Elle. Sukcesy te ściągnęły na nią uwagę firmy Pirelli, która to wybrała ją jako pierwszą azjatycką modelkę do swojego kalendarza. Wielokrotnie była główną modelką na pokazach Chanel i Marca Jacobsa.
Navia zaczęła się również pojawiać w filmach. Zagrała m.in. w: Spokojnym Amerykaninie oraz Wyznaniach gejszy.

## Filmografia
- 2002: Spokojny Amerykanin (kobieta w House of 500 Girls')[1]
- 2005: Wyznania gejszy (gejsza Izuko)[1]
- 2005: Hitch: najlepszy doradca przeciętnego faceta (Mika)[1]
- 2006: The Boys & Girls Guide to Getting Down (June)[1]
- 2008: Remarkable Power (reporterka)[1]